# Fußball-Rheinlandliga (Frauen)
Die Rheinlandliga ist die höchste Spielklasse auf dem Gebiet des Fußballverbandes Rheinland. Seit Einführung der 2. Frauen-Bundesliga zur Saison 2004/05 stellt die Rheinlandliga die vierthöchste Spielklasse im deutschen Ligensystem der Frauen dar. Bis zur Saison 2002/03 wurde die Ligastufe als Verbandsliga Rheinland bezeichnet.
Die Liga umfasst in der Regel zwölf Mannschaften, die jeweils in einem Heim- und Auswärtsspiel – aufgeteilt auf eine Hin- und Rückrunde – gegeneinander spielen. Der Meister steigt in die Regionalliga Südwest auf; zwei Mannschaften steigen in die Bezirksliga ab.

## Teilnehmer der Saison 2024/25
In der vergangenen Saison nahmen folgende Mannschaften teil:
- SG 99 Andernach III
- SC 13 Bad Neuenahr II
- FC Bitburg
- SV Diez-Freiendiez
- SV Holzbach
- TuS Issel II
- SV Rengsdorf
- FV Rübenach
- FSG Saarburg/Serrig (Spielgemeinschaft aus TuS Fortuna Saarburg und VfL Serrig)
- VfL Trier
- FC Urbar
- SG Vulkania (Spielgemeinschaft aus SV Brück-Dreis, DJK Waldkönigen, SV Eintracht Birresborn und SV Bongard)
- TuS Weitefeld-Langenbach

## Meister
Die folgenden Auflistungen enthalten nur die Meister seit der Saison 2002/03. Die Spielzeiten 2019/20 und 2020/21 wurden aufgrund der COVID-19-Pandemie vorzeitig abgebrochen und der Staffelsieger durch die Quotientenregelung ermittelt.

### Liste der Meister
- 2002/03: TuS Fischbacherhütte
- 2003/04: TuS Issel
- 2004/05: TuS Fischbacherhütte
- 2005/06: VfR Niederfell
- 2006/07: 1. FFC Montabaur
- 2007/08: FC Bitburg
- 2008/09: VfR Niederfell
- 2009/10: SV Dörbach
- 2010/11: TuS Rodenbach
- 2011/12: TuS Ahrbach
- 2012/13: FC Bitburg
- 2013/14: SG 99 Andernach
- 2014/15: SG Soonwald/Simmern
- 2015/16: FC Bitburg
- 2016/17: SV Holzbach
- 2017/18: SG 99 Andernach II
- 2018/19: SG Fidei 2015
- 2019/20: SV Holzbach
- 2020/21: FV Rübenach
- 2021/22: SG 99 Andernach II
- 2022/23: SV Holzbach
- 2023/24: FC Bitburg
- 2024/25: FC Urbar

### Rekordsieger
| Platz | Verein               | Titel | Jahre                    |
| ----- | -------------------- | ----- | ------------------------ |
| 1.    | FC Bitburg           | 4     | 2008, 2013, 2016, 2024   |
| 2.    | SG 99 Andernach      | 3     | 2014, 2018 (a), 2022 (a) |
| 2.    | SV Holzbach          | 3     | 2017, 2020, 2023         |
| 4.    | TuS Fischbacherhütte | 2     | 2003, 2005               |
| 4.    | VfR Niederfell       | 2     | 2006, 2009               |
| 6.    | TuS Ahrbach          | 1     | 2012                     |
| 6.    | SV Dörbach           | 1     | 2010                     |
| 6.    | SG Fidei 2015        | 1     | 2019                     |
| 6.    | TuS Issel            | 1     | 2004                     |
| 6.    | 1. FFC Montabaur     | 1     | 2007                     |
| 6.    | TuS Rodenbach        | 1     | 2011                     |
| 6.    | FV Rübenach          | 1     | 2021                     |
| 6.    | VfR Simmern          | 1     | 2015 (b)                 |
| 6.    | FC Urbar             | 1     | 2025                     |